# 伊凡·德米特里耶维奇·舍米亚卡
伊凡·德米特里耶维奇·舍米亚卡（俄语：Иван Дмитриевич Шемякин，1446年之前—1471年之後），是莫斯科大公国的莫斯科大公德米特里·舍米亚卡之子。其父亲於1453年去世後他离开大诺夫哥罗德前往普斯科夫，然后前往立陶宛大公国。